# Добропольці
Добропольці (хорв. Dobropoljci) — населений пункт у Хорватії, у Задарській жупанії у складі громади Лишане-Островицьке.

## Населення
Населення за даними перепису 2011 року становило 29 осіб.
Динаміка чисельності населення поселення: